# Heinrich I. (Würzburg)
Heinrich I. (von Würzburg), genannt auch Heinrich von Rothenburg (* 10. Jahrhundert; † 14. November 1018 in Würzburg), war von 995 oder 996 bis zu seinem Tod Bischof von Würzburg. Er zählt zu den bedeutendsten Würzburger Bischöfen. Man bezeichnet ihn auch als Schöpfer des (weltlichen) Hochstifts Würzburg, da er wichtige Rechte vom Kaiser bestätigt und erweitert bekam und seinen Einflussbereich erheblich ausbaute.

## Heinrich im Familienkontext
Heinrich I., auch Hezelin, stammt nach Wegele vermutlich aus dem Haus der Grafen von Rothenburg, benannt nach dem heutigen Rothenburg ob der Tauber. Spätere Forschungen schreiben ihn den Konradinern zu. Sein Halbbruder mütterlicherseits ist der italienische Kanzler und Erzbischof von Köln Heribert, dessen Vater Graf Hugo von Worms im Einrichgau ist. Die beiden Eichstätter Bischöfe Heribert (1022–1042) und Gezemann (1042) sind Neffen des Heinrich.

## Heinrich als Bischof
Nach dem Tod des Vorgängers Bernward auf der Rückreise von Konstantinopel empfahl Kaiser Otto III. seinen Kanzler Heribert. Dieser setzte sich allerdings für seinen Halbbruder Heinrich ein.
Unter Heinrich I. wurde das Bistum um 996 erneut in seiner Immunität als Hochstift bestätigt und durch königliche Schenkungen ostfränkischer Grafschaften im Rangau und Waldsassengau erheblich erweitert. Es gelang ihm, mehrere Mönchsklöster in seinen Besitz zu bringen, was ebenfalls einen territorialen Machtzuwachs einbrachte.
Im Jahre 1001 zog Heinrich I. zusammen mit dem Bischof Burchard von Worms und dem Abt Erkanbald von Fulda als Aufgebot des Erzbistums Mainz nach Italien, um Otto III. militärisch zu unterstützen. Ohne mit dem Kaiser zusammengetroffen zu sein, erreichte ihn Ende Januar 1002 bei Lucca (Toskana) die Nachricht von  dessen Tode am 23. oder 24. Januar 1002 in Castel Paterno bei Faleria. Ein Anschluss an den Leichenzug Ottos ist nicht erfolgt. Das Aufgebot nahm in beide Richtungen wahrscheinlich den Weg am Rhein entlang über einen der Bündner Pässe und dann über den Cisa-Pass.

### Kampf gegen den Markgrafen von Schweinfurt
Er stand an der Seite des Königs Heinrich II. bei der Niederwerfung des Aufstandes des Schweinfurter Markgrafen Heinrich, der sich mit dem polnischen Herzog Bolesław I. verbündet hatte. Diese Auseinandersetzung ist als Schweinfurter Fehde bekannt und Thietmar von Merseburg berichtete über sie zeitgenössisch. Die Grafschaft Schweinfurt gründete sich auf Besitzungen im Nordgau, im Radenzgau und im Volkfeldgau, die durch eine Kette von Burgen gesichert waren, wodurch der Markgraf eine wichtige Position im zentralen Reichsgebiet einnahm.
Die Kampfhandlungen betrafen auch die Burg Creußen. Der Markgraf versuchte vergeblich, sie zu entsetzen. Angesichts des gescheiterten Versuches ergab sich die Burgbesatzung und verhinderte dadurch die völlige Zerstörung der Burg. Im weiteren Verlauf ließ der Markgraf seine eigene Burg Kronach niederbrennen, um ihrer Einnahme durch die gegnerischen Truppen zuvorzukommen. Diese nahmen allerdings in Kronach viele Gefangene. Darunter waren etliche Polen und auch der Sohn des Grafen Siegfried von Nordheim. Der Markgraf flüchtete zu seinem Verbündeten, dem polnischen Herzog. Zusammen mit Erkanbald, dem Abt von Fulda, sollte er den Hauptsitz des Fürsten auf der Burg Schweinfurt in Brand setzen und zerstören. Tatsächlich wurden mit Rücksicht auf die markgräfliche Mutter Eila nur die wehrhaften Bauten der Burg geschleift.
Damit war die Grafschaft Schweinfurt zerschlagen. In der Folgezeit entstand in der Region ein Machtvakuum. Der Markgraf zeigte sich zwar versöhnungsbereit, der König gab ihm jedoch nur seine Eigengüter zurück und hielt ihn weiterhin auf Burg Giebichenstein gefangen. Er starb in Freiheit am 18. September 1017 und wurde von Heinrich, dem ersten Bamberger Bischof Eberhard und dem Triester Bischof Richulf (auch Rikulf) an der Nordseite der Kirche der Burg Schweinfurt bestattet.

### Gründung des Bistums Bamberg
Nach der Gründung des Bistums Bamberg 1007 musste das Bistum Würzburg Gebiete abtreten; es wurde mit Besitz in der Meininger Mark entschädigt. Dem Bistum Würzburg wurde in Aussicht gestellt, zum Erzbistum erhoben zu werden, dem sich Bamberg und Eichstätt unterordnen würden. Dies gefährdete auch die Stellung des Bistums Mainz, vertreten durch Bischof Willigis als Metropoliten. Das Versprechen wurde nicht erfüllt und die Verhandlungen zwischen Bischof Heinrich und König Heinrich II. verliefen angespannt. Die Gebietsabtretungen wurden zugunsten Würzburgs korrigiert und Heinrich erhielt weitere Privilegien in Form von Marktrechten, Wildbann und Grafenrechten zugesprochen. Dem Eichstätter Bischof Megingaud gelang es, seinen Besitzstand zu verteidigen. König Heinrich II. verfolgte mit der Bistumsgründung in Bamberg neben anderen Zielen die Schaffung eines königstreuen Korridors im Reich, dessen Bischöfe keinen dynastischen Interessen unterworfen waren und auf deren Wahlen er maßgeblichen Einfluss ausüben konnte.

### Reaktivierung der Klöster und Bautätigkeiten
In Anknüpfung an die Arbeit seiner Vorgänger setzte Heinrich die Reaktivierung bischöflicher Eigenklöster fort. Besonders positiv entwickelte sich dabei Kloster Amorbach. Bereits 1007 wurde der neue Abt ernannt, auch im Kloster Schlüchtern setzte Heinrich erstmals einen Abt ein. Für das Kloster Fulda ernannte er Richard.
Zu seinen baulichen Aktivitäten in der Stadt Würzburg zählte die Errichtung der Stadtmauer und die Gründung der Kollegialstifte Haug um 1000 und um 1014 St. Peter (ab 1108 St. Peter, Paul und Stephanus genannt), aus dem wenig später die Benediktinerabtei St. Stephan entstand.
Er wurde im Würzburger Dom bestattet.